# Hubert Ziegler (Botaniker)
Hubert Ziegler (* 28. September 1924 in Regensburg; † 17. April 2009 in München) war ein deutscher Botaniker, Pflanzenphysiologe, Professor für Botanik und Direktor des Botanischen Gartens an der Technischen Hochschule Darmstadt.

## Leben
Hubert Ziegler, Sohn von Laura Ziegler, geborene Sohler, und des promovierten Ingenieurs und Oberbaurats Max Ziegler, studierte in München Biologie, Chemie und Geographie auf Lehramt und schloss 1949 mit dem Staatsexamen ab. 1950 wurde er summa cum laude zum Dr. rer. nat. promoviert und erhielt eine Stelle als Assistent am Botanischen Garten München und als Regierungsrat am Forstbotanischen Institut der Universität München. Nach der Habilitation 1956 begann er im selben Jahr dort seine Lehrtätigkeit. Von 1959 bis 1970 war er zunächst außerordentlicher und ab 1962 ordentlicher Professor für Botanik und Direktor des Botanischen Gartens an der Technischen Hochschule Darmstadt. Ab 1970 bis 1992, dem Jahr seiner Emeritierung, war er als ordentlicher Professor Leiter des Instituts für Botanik und Mikrobiologie an der Technischen Universität München.
Ziegler war zwischen 1978 (31. Auflage) und 1998 für vier Auflagen Mitautor des von von Denffler, Ehrendorfer, Mägdefrau und Ziegerl herausgegebenen Standardwerkes Strasburger – Lehrbuch der Botanik für Hochschulen, bei dem er für den Physiologie-Teil verantwortlich zeichnete. Zudem war er ab 3. Auflage 1981 Herausgeber des Lehrbuchs Biologie von G. Czihak, H. Langer und Hubert Ziegler sowie ab der 2. Auflage 1982 von Biophysik von Hoppe, Lohmann, Markl und Ziegler. Ziegler betreute 79 Doktoranden, war (Mit-)Autor von über 370 wissenschaftlichen Publikationen, Gründer der wissenschaftlichen Zeitschrift Trees sowie Mitherausgeber derZeitschriften Planta, Fortschritte der Botanik, Oecologia und Biochemie und Physiologie der Pflanzen.

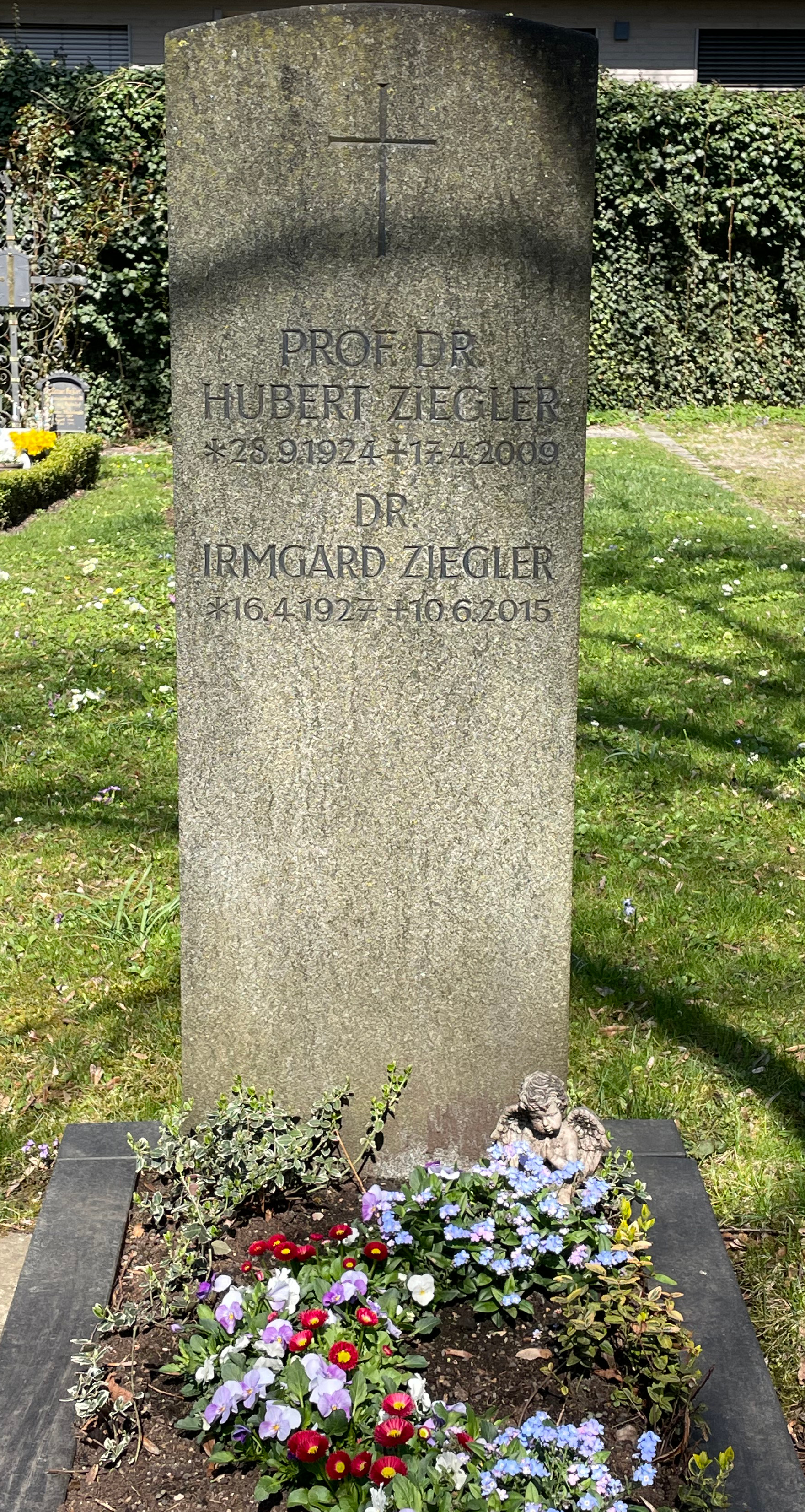
Grab von Hubert Ziegler auf dem Nymphenburger Friedhof

Seine Forschungsschwerpunkte waren der Stofftransport in Pflanzen, die Ökophysiologie und die Baumphysiologie. Im Rahmen letzterer war er etwa in der Waldschadensforschung tätig. 1960 war er führend am Aufbau des Luftgütemessnetzes in Deutschland beteiligt und setzte damals durch, dass auch die CO2-Konzentration und die Pollen gemessen wurden, mithin Werte, die später im Kontext der globalen Erwärmung bzw. der Pollenallergien wichtig wurden.
Hubert Ziegler war ab 1955 verheiratet mit der promovierten Irmgard Ziegler, geborene Günder, und hatte einen Sohn (Lothar). Sein Grab befindet sich auf dem Nymphenburger Friedhof in München.

## Ehrungen und Mitgliedschaften
- ab 1989 ordentliches Mitglied der Academia Europaea[2]
- 1972 Mitglied der Leopoldina[3]
- ab 1973 ordentliches Mitglied der Bayerischen Akademie der Wissenschaften, zuletzt war er Sekretär der Mathematisch-Naturwissenschaftlichen Klasse sowie Vorsitzender der Kommission für Ökologie[4]
- 2001: Bayerischer Maximiliansorden für Wissenschaft und Kunst
- Ehrendoktorwürde der Fakultät für Biologie und Biotechnologie der Ruhr-Universität Bochum
- Ehrendoktorwürde der Universität Regensburg
- Ehrendoktorwürde der Universität Würzburg
- ab 1968 Präsident, später Ehrenmitglied der Deutschen Botanischen Gesellschaft